# 28 شوال
- السبت
- الأحد
- الاثنين
- الثلاثاء
- الأربعاء
- الخميس
- الجمعة

- 2929 مارس 2025
- 130 مارس 2025
- 231 مارس 2025
- 31 أبريل 2025
- 42 أبريل 2025
- 53 أبريل 2025
- 64 أبريل 2025
- 75 أبريل 2025
- 86 أبريل 2025
- 97 أبريل 2025
- 108 أبريل 2025
- 119 أبريل 2025
- 1210 أبريل 2025
- 1311 أبريل 2025
- 1412 أبريل 2025
- 1513 أبريل 2025
- 1614 أبريل 2025
- 1715 أبريل 2025
- 1816 أبريل 2025
- 1917 أبريل 2025
- 2018 أبريل 2025
- 2119 أبريل 2025
- 2220 أبريل 2025
- 2321 أبريل 2025
- 2422 أبريل 2025
- 2523 أبريل 2025
- 2624 أبريل 2025
- 2725 أبريل 2025
- 2826 أبريل 2025
- 2927 أبريل 2025
- 3028 أبريل 2025
- 129 أبريل 2025
- 230 أبريل 2025
- 31 مايو 2025
- 42 مايو 2025

28 شوَّال أو 28 شوَّال المُکَرَّم أو 28 شوَّال المكرَّمة أو يوم 28 \ 10 (اليوم الثامن والعشرون من الشهر العاشر) هو اليوم الرابع والتسعون بعد المائتين (294) من أيَّام السنة (أو الخامس والتسعون بعد المائتين لو كان شهر شعبان مُتممًا لليوم الثلاثين أو السادس والتسعون بعد المائتين لو أتم كلاً من صفر وربيع الآخر وجمادى الآخرة وشعبان ثلاثين يوماً) وفق التقويم الهجري القمري (العربي). يبقى بعده 60 أو 61 يومًا لانتهاء السنة.

## أحداث
- 320 هـ - تولي الخليفة العباسي أبي محمد بن المعتضد بن الموفق طلحة بن المتوكل، المعروف بـ"القاهر"، الخليفة التاسع عشر في سلسلة خلفاء الدولة العباسية، وقد تولى الخلافة بعد أخيه جعفر المقتدر بالله، ودامت فترة خلافته عامًا ونصفًا.
- 788 هـ ـ تيمورلنك يستولي على مدينة تفليس عاصمة مملكة جورجيا ويأسر ملكها بغراط الخامس.
- 1099 هـ - سقوط قلعة أستولني - بغراد الواقعة جنوب غرب بودابست في أيدي الألمان، بعد دفاع حاميتها العثمانية عنها دفاعًا مستميتًا انتهى بمقتل الحامية كلها، وكان جنودها يبلغون حوالي 7 آلاف جندي. وأهديت الراية العثمانية إلى بابا الفاتيكان.
- 1391 هـ - البحرين تعلن استقلالها عن المملكة المتحدة وذلك بعد مئه وعشر سنوات من الاحتلال البريطاني.
- 1394 هـ - زعيم منظمة التحرير الفلسطينية ياسر عرفات يتحدث إلى الأمم المتحدة في خطاب تاريخي.
- 1400 هـ - الرئيسان الليبي معمر القذافي والسوري حافظ الأسد يبدآن في طرابلس مباحثات للوحدة بين بلديهما.
- 1409 هـ - رفع العلم المصري فوق مقر جامعة الدول العربية في تونس بعد فترة من المقاطعة العربية لمصر بعد صلحها المنفرد مع إسرائيل.
- 1419 هـ - مجموعة من قوات المغاوير التركية تختطف القائد الكردي ومؤسس حزب العمال الكردستاني عبد الله أوجلان في كينيا، وتعيده إلى تركيا، حيث أودع في السجن، بعد أن نسب إليه القيام بعدد من العمليات الإرهابية في تركيا.
- 1436 هـ -
  - تفجير شاحنة مُفخخة في إحدى الأسواق الشعبيَّة في بغداد يُخلِّف 80 قتيلًا على الأقل وأكثر من 200 جريح.
  - عالم آثار أمريكي يقول باحتمال العُثور على قبر نفرتيتي الذي حيَّر مكانه العُلماء طيلة سنوات، وأنهُ يقع في حُجرة سريَّة خلف قبر توت عنخ آمون.
- 1439 هـ - وقوع تفجيرين كبيرين في مدينتيّ بنو ومستونگ بباكستان صُنفا من أعنف التفجيرات الإرهابيَّة في البلاد، وقد أوديا بحياة 154 شخصًا وإصابة 223 آخرين.
- 1446 هـ - مقتل 70 شخصًا وإصابة أكثر من 800 آخرين في انفجار بميناء الشهيد رجائي بإيران.

## مواليد
- 1404 هـ - صبري صاري أوغلي، لاعب كرة قدم تركي.

## وفيات
- 320 هـ - جعفر المقتدر بالله، الخليفة العباسي الثامن عشر.
- 1383 هـ - عباس محمود العقاد، كاتب مصري.
- 1395 هـ - حسن علاء الدين، ممثل لبناني اشتهر باسم «شوشو».
- 1403 هـ - نعيمة وصفي، ممثلة مصرية.
- 1404 هـ - محمد عزة دروزة، مفكر وكاتب قومي عربي.
- 1417 هـ - فاروق إبراهيم، لاعب كرة قدم كويتي.
- 1429 هـ - علي المفيدي، ممثل كويتي.
- 1437 هـ - أحمد زويل، عالم كيمياء مصري أمريكي حاصل على جائزة نوبل في الكيمياء.
- 1440 هـ - عزت أبو عوف، ممثل مصري.

## وصلات خارجية
- صحيفة اليوم: حدث في مثل هذا اليوم.
- موقع قصة الإسلام: حدث في شهر شوَّال.